# Campeonato Mundial de Halterofilismo de 1950
O 28º Campeonato Mundial de Halterofilismo foi realizado em Paris, na França entre 13 a 15 de outubro de 1950. Participaram 56 halterofilistas de 17 nacionalidades. Essa edição foi realizada em conjunto com o Campeonato Europeu de Halterofilismo de 1950. 

## Medalhistas
| Evento                | Ouro                              | Ouro     | Prata                                | Prata    | Bronze                               | Bronze   |
| --------------------- | --------------------------------- | -------- | ------------------------------------ | -------- | ------------------------------------ | -------- |
| Galo (56 kg)          | Mahmoud Namjoo Irão               | 310,0 kg | Rafael Chimishkyan · União Soviética | 305,0 kg | Kamal Mahgoub · Egito                | 297,5 kg |
| Pena (60 kg)          | Mahmoud Fayad · Egito             | 327,5 kg | Yevgeny Lopatin · União Soviética    | 317,5 kg | Julian Creus · Reino Unido           | 305,0 kg |
| Leve (67,5 kg)        | Joe Pitman · Estados Unidos       | 352,5 kg | Attia Hamouda · Egito                | 350,0 kg | Vladimir Svetilko · União Soviética  | 347,5 kg |
| Médio (75 kg)         | Khadr El-Touni · Egito            | 400,0 kg | Pete George · Estados Unidos         | 390,0 kg | Vladimir Pushkarev · União Soviética | 385,0 kg |
| Meio-pesado (82,5 kg) | Stanley Stanczyk · Estados Unidos | 420,0 kg | Arkady Vorobyov · União Soviética    | 420,0 kg | Arabi Awadi · Egito                  | 382,5 kg |
| Pesado (+ 82,5 kg)    | John Davis · Estados Unidos       | 462,5 kg | Yakov Kutsenko · União Soviética     | 422,5 kg | Joseph Barnett · Reino Unido         | 400,0 kg |

## Quadro de medalhas
| Ordem | País            | Medalha de ouro | Medalha de prata | Medalha de bronze | Total |
| ----- | --------------- | --------------- | ---------------- | ----------------- | ----- |
| 1     | Estados Unidos  | 3               | 1                | 0                 | 4     |
| 2     | Egito           | 2               | 1                | 2                 | 5     |
| 3     | Irão            | 1               | 0                | 0                 | 2     |
| 4     | União Soviética | 0               | 4                | 2                 | 6     |
| 5     | Reino Unido     | 0               | 0                | 2                 | 2     |
| Total | Total           | 6               | 6                | 6                 | 18    |